# Elaphoglossum sunduei
Elaphoglossum sunduei là một loài dương xỉ trong họ Dryopteridaceae. Loài này được M. Kessler & Mickel mô tả khoa học đầu tiên năm 2006.